# مجلس المستشارين الاقتصاديين (الولايات المتحدة)
مجلس المستشارين الاقتصاديين (بالإنجليزية: Council of Economic Advisers)‏، والمعروف اختصاراً بـ«CEA» هو هيئة استشارية تابعة لرئيس الولايات المتحدة، وهو جزء من المكتب التنفيذي للرئيس. الوظيفة الأساسية للمجلس تتمثل في تقديم المشورة لمختلف المكاتب في البيت الأبيض بشأن قضايا السياسة الاقتصادية. يتم تعيين رئيس وأعضاء المجلس من قبل الرئيس ومصادقة مجلس الشيوخ ويكون رئيس المجلس عضواً في مجلس الوزراء. يتولى مجلس المستشارين الاقتصاديين -أيضًا- مسؤولية إعداد التقرير الاقتصادي السنوي للرئيس. ترأس المجلس (حاليا ومنذ 2 مارس 2021) عالمة الإقتصاد الأمريكية سيسيليا روس.

## الخلفية التاريخية
تم إنشاء المجلس بموجب قانون العمل في عام 1946 لتزويد الرئيس بتحليلات اقتصادية موضوعية وكذلك إعطاءه النصح والمشورة فيما يتعلق بمبادرات بشأن السياسة الاقتصادية في مجموعة كبيرة من المجالات ذات الأهمية المحلية والدولية. وقد حقق المجلس في سنواته السبع الأولى خمسة إنجازات فنية رئيسية، وهي:
1) استبدال «النموذج الدوري» للاقتصاد بـ «نموذج النمو»،
2) تحديد أهداف كمية في السياسة الاقتصادية،
3) استخدام نظريات السحب المالي وميزانية التشغيل الكامل،
4) إدراك الحاجة إلى المرونة في السياسة المالية،
5) استبدال مفهوم البطالة الهيكلية بمفهوم عدم كفاية الطلب.
في عام 1949 نشب نزاع بين رئيس المجلس إدوين نورس وعضو المجلس ليون كيسيرلينج. اعتقد نورس أن على الحكومة أن تختار بين «البنادق أو الزبدة». ولكن كيسيرلنج برَّر بأن النمو الاقتصادي القوي يمكن له أن يتحمل الإنفاق الدفاعي المتزايد دون تدهور في مستويات المعيشة. وقد ساعد كيسيرلنج اثنان من مستشاري الرئيسترومان المؤثرين، وهما دين أتشيسون وكلارك إم كليفورد. ورداً على ذلك قدم نورس استقالته من منصب رئيس المجلس، لكنه استمر في تحذيره للحكومة من مخاطر العجز الحكومي المرتفع والإسراف المتزايد في مجال الإنفاق العسكري. على إثر ذلك صعد كيسيرلنج إلى رئاسة المجلس ومن هذا المنصب أثر على برنامج ترومان المسمى بسياسة الصفقة العادلة Fair-Deal-Policy وعلى قرار مجلس الأمن القومي الذي أُعلن في أبريل 1950، ومن ضمن ما ورد فيه أن التوسع الضروري في حجم الجيش لن يؤثر على مستويات المعيشة كما لن يؤدي إلى أي تحول في خصائص وآليات نظام الإقتصاد الحر.

## أعضاء المجلس
يتكون المجلس من 3 أعضاء من بينهم الرئيس ويتبع المجلس طاقم عمل من المتخصصين في المجال الإقتصادي.
- الرئيس: سيسيليا روس (منذ 2 مارس 2021)
- الأعضاء: جاريد برنشتاين وهيذر بوشي (منذ 20 يناير 2021)

## الأعضاء

### الرؤساء
- 1946-1950: إدوين جريسوولد نورس
- 1950-1953: ليون كيسيرلينج
- 1953-1956: آرثر إف بيرنز
- 1956-1961: ريموند جيه سولنييه
- 1961-1964: والتر هيلر
- 1964-1968: غاردنر أكلي
- 1968-1969: آرثر ملفين أوكون
- 1969-1971: بول مكراكين
- 1972-1974: هربرت شتاين
- 1974-1977: آلان جرينسبان
- 1977-1981: تشارلز شولتز
- 1981-1982: موراي ويدنباوم
- 1982-1984: مارتن س. فيلدشتاين
- 1985-1989: بيريل واين سبرينكل
- 1989-1993: مايكل بوسكين
- 1993-1995: لورا دي تايسون
- 1995-1997: جوزيف إي ستيجليتز
- 1997-1999: جانيت يلين
- 1999-2001: مارتن نيل بيلي
- 2001-2003: جلين هوبارد
- 2003-2005: ن جريجوري مانكيو
- 2005: هارفي إس روزين
- 2005-2006: بن برنانكي
- 2006-2009: إدوارد لازير
- 2009-2010: كريستينا رومر
- 2010-2011: أوستن جولسبي
- 2011-2013: آلان بي كروجر
- 2013-2017: جيسون فورمان
- 2017-2019: كيفين هاسيت
- 2019-2020: توماس ج.فيليبسون (بالوكالة)
- 2020-2021: تايلر جودسبيد (بالوكالة)

| - جون دي كلارك 1946-1953 - روي بلوف 1950-1952 - ليون كيسيرلينج 1950-1953 - روبرت سي تيرنر 1952-1953 - كارل أ فوكس 1953-1955 - نيل إتش جاكوبي 1953-1955 - آشر أشينشتاين 1954-1956 - والتر دبليو ستيوارت 1953-1955 - جوزيف إس ديفيس 1955-1958 - بول دبليو مكراكين 1956-1959 - كارل برانت 1958-1961 - هنري سي واليتش 1959-1961 - جيمس توبين 1961-1962 - كيرميت جوردون 1961-1962 | - جون بي لويس 1963-1964 - أوتو إيكشتاين 1964-1966 - جيمس س. دوسنبيري 1966-1968 - ميرتون جي بيك 1968-1969 - وارن إل سميث 1968-1969 - هندريك س.هوثاكر 1969-1971 - هربرت شتاين 1969-1971 - عزرا سليمان 1971-1973 - مارينا فون نيومان ويتمان 1972-1973 - غاري ل. سيفيرس 1973-1975 - ويليام جيه فيلنر 1973-1975 - بول. دبليو ماكافوي 1975-1976 - بيرتون جي مالكيل 1975-1977 - وليام دي نوردهاوس 1977-1979 | - لايل إي جراملي 1977-1980 - جورج سي إيدس 1979-1981 - ستيفن جولدفيلد 1980-1981 - William A Niskanen 1981-1985 - جيري ل جوردان 1981-1982 - وليام بول 1982-1985 - توماس جيل مور 1985-1989 - مايكل إل موسى 1986-1988 - جون بي تايلور 1989-1991 - ريتشارد ل.شمالينسي 1989-1991 - ديفيد ف برادفورد 1991-1993 - بول ووناكوت 1991-1993 - آلان إس بلايندر 1993-1994 - جوزيف ستيجليتز 1993-1995 | - مارتن إن بيلي 1995-1996 - أليسيا إتش مونيل 1996-1997 - جيفري أ فرانكل 1997-1999 - ريبيكا إم بلانك 1998-1999 - روبرت زي لورانس 1999-2001 - كاثرين إل شو 2000-2001 - مارك بي ماكليلان 2001-2002 - راندال س.كروسزنر 2001-2003 - كريستين جيه فوربس 2003-2005 - هارفي إس روزين 2003-2005 - كاثرين بايكر 2005-2007 - ماثيو جي سلوتر 2005-2007 - دونالد بي مارون جونيور 2008-2009 - سيسيليا روس 2009-2011 | - كارل شابيرو 2011-2012 - كاثرين أبراهام 2011-2013 - جيمس هـ. ستوك 2013-2014 - بيتسي ستيفنسون 2013-2015 - موريس أوبستفيلد 2014-2015 - جاي شامبو 2015-2017 - ساندرا بلاك 2015-2017 - ريتشارد بوركهاوزر 2017-2019 - توماس جيه فيليبسون 2017-2020 - تايلر جودسبيد 2019-2021 - هيذر بوشي منذ عام 2021 - جاريد برنشتاين منذ عام 2021 |